# 폴란드 항공 박물관
폴란드 항공 박물관(폴란드어: Muzeum Lotnictwa Polskiego w Krakowie)은 폴란드 크라쿠프에 있는 항공 박물관이다. 더 이상 운영하지 않는 크라쿠프-라코비체-치지니 공항 부지에 위치해 있다. 오스트리아-헝가리 제국이 1912년에 건설한 이 비행장은 세계에서 가장 오래된 비행장 중 하나다. 박물관은 비행장이 1963년에 폐쇄된 후 1964년에 문을 열었다.
박물관은 설립된 이후 반세기 동안 이전 비행장의 격납고 4개를 사용하여 전시품을 전시했다. 이 건물들은 원래 이 목적으로 설계되지 않았으며 겨울철 난방이 충분하지 않은 등 다양한 부족함이 있었다. 2010년 9월 18일에 박물관의 새로운 본관이 문을 열면서 상황은 개선되었다.